# Pseudoleskeella heteroptera
Pseudoleskeella heteroptera là một loài Rêu trong họ Leskeaceae. Loài này được (Brid.) Kindb. mô tả khoa học đầu tiên năm 1897.